# Polythlipta
Polythlipta là một chi bướm đêm thuộc họ Crambidae.

## Các loài
- Polythlipta albicaudalis Snellen, 1880
- Polythlipta annulifera (Walker, 1866)
- Polythlipta camptozona Hampson, 1910
- Polythlipta cerealis Lederer, 1863
- Polythlipta conjunctalis Caradja, 1925
- Polythlipta distinguenda Grünberg, 1910
- Polythlipta distorta Moore, 1888
- Polythlipta divaricata Moore, 1885
- Polythlipta euroalis (Swinhoe, 1889)
- Polythlipta guttiferalis Hampson, 1909
- Polythlipta inconspicua (Moore, 1888)
- Polythlipta liquidalis Leech, 1889
- Polythlipta macralis Lederer, 1863
- Polythlipta maculalis South in Leech & South, 1901
- Polythlipta nodiferalis Walker, 1866
- Polythlipta ossealis Lederer, 1863
- Polythlipta peragrata Moore, 1888
- Polythlipta rivulalis Snellen, 1890
- Polythlipta vagalis Walker, 1866

## Hình ảnh

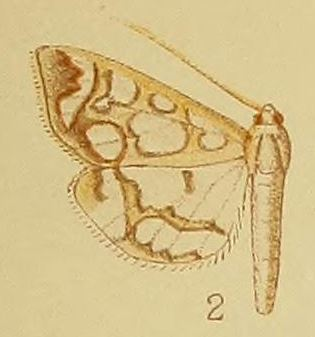